# Зламана підкова
«Зламана підкова» (рос. «Сломанная подкова») — російський радянський історико-пригодницький художній фільм 1973 року. Знятий Семеном Аранович на кіностудії «Ленфільм» за мотивами роману Жюля Верна «Драма в Ліфляндії».

## Зміст
Жуль Ардан – француз, що випадково прилітає на повітряній кулі в Ліфляндію (історична назва Латвії та Естонії). Там він знайомиться з одним освіченим чоловіком і його молодою донькою. Та коханий доньки ховається від закону, бо утік з каторги. Коли відбувається вбивство, підозра падає на нього. Однак Жуль Ардан готовий допомогти їм розслідувати справу і знайти справжнього вбивцю.

## Ролі
- Сергій Юрський — Жюль Ардан
- Марина Нейолова — Лейда
- Володимир Разумовський — Яковлєв
- Вітаутас Паукште — Петерсон
- Бронюс Бабкаускас — Шмідт
- Я. Тоомінг — Карл
- Антс Ескола — Мягі
- Станіслав Соколов — Капітан
- Валентінс Скулме — Транкель
- Л. Еельмяе — Грімм

### В епізодах
- Володимир Татосов
- Лев Лемке
- А. Востокін
- Кирило Гун
- Е. Лусік
- Я. Малиновський
- Є. Павлов
- Р. Пожогін
- А. Чернегін

## Знімальна група
- Автори сценарію - Володимир Владимиров і Павло Фінн
- Режисер-постановник - Семен Аранович
- Оператори-постановники - Євген Шапіро та Дмитро Долинін
- Художник-постановник - Юрій Пугач
- Композитор - Ромуальд Грінблат
- Звукооператор Г. Біленький
- Режисерська група: 
  - О. Дугладзе
  - Н. Кошелев
  - Л. Чумак
  - С. Колганов
  - Л. Мамлеев
- Монтажер - Р. Ізаксон
- Оператор - В. Марков
- Редактор - В. Шварц
- Художник по костюмах - Є. Словцова
- Художник-гример - М. Єранцева
- Художник-декоратор - Е. Федорова
- Асистенти оператора:
  - А. Карелін
  - Н. Соловйов
  - М. Сермак
  - Ю. Дудов
  - по монтажу - Є. Волинська
- Комбіновані зйомки:
  - оператор - Д. Желубовська
  - художник - В. Соловйов
- Консультанти: 
  - А. Масенкіс
  - С. Карамишев
- Директор картини - П. Борисова